# Greek
Greek (weergegeven als GRΣΣK, waarbij de 18e letter uit het Griekse alfabet Sigma wordt gebruikt) is een Amerikaanse komische, dramatische televisieserie. De serie bestaat uit zes seizoenen (2007-2011).
De serie volgt studenten aan een fictieve universiteit: Cyprus Rhodes University (CRU) in Ohio, gebaseerd op de echte Miami University of Ohio in Oxford (Ohio). De studenten maakten veelal deel uit van studentenverenigingen. Deze verenigingen hebben een heel pakket aan gedragsregels en evenementen, dat het Greek system genoemd wordt. Veel verhaallijnen speelden zich af binnen deze studentenverenigingen, waaronder Kappa Tau Gamma (ΚΤΓ), Omega Chi Delta (ΩΧΔ) en Zeta Beta Zeta (ΖΒΖ). Gedurende het verloop van de serie werden personages en situaties buiten de studentenverenigingen geïntroduceerd, die echter wel in verband stonden met de Greeks.

## Productie
ABC Family kondigde in april 2007 hun plannen aan om Greek uit te gaan zenden. De première van deze serie was op 9 juli 2007.
De bedenker van Greek, Patrick Sean Smith, begon op de bonnefooi aan het scenario van een serie die hij zelf erg graag wilde zien. Hij had opgemerkt dat er een gebrek was aan series met afleveringen van een uur die op een komische manier het studentenleven volgt. Smith zag dat series als Grey's Anatomy en Ugly Betty met een uurformaat goed liepen en had het idee dat dit ook zou kunnen werken voor een jongere doelgroep.
Greek voldeed aan ABC Family's behoeftes, aangezien zij bezig waren met een verandering van hun imago. Deze verandering moest een nieuwe generatie kijkers aantrekken. De serie is absoluut niet traditioneel te noemen, aangezien er seks en alcoholgebruik in voorkomt. De producers en de zender geloven dat de vriendschappen, die tijdens de schoolperiode de familie vervangt, het motto van de zender bewerkstelligt: "ABC Family Today, A New Kind of Family".
Centraal in de serie staat de relatie tussen Rusty en Casey, die broer en zus zijn. De producers geven toe dat hoewel de serie over families gaat, het niet per se voor families bedoeld is. Aangezien zij het neerzetten van het studentenleven op een authentieke manier belangrijk vinden. Desalniettemin zijn in deze verhaallijnen de voorgeschotelde 'volwassen' onderwerpen niet kosteloos.
Het eerste seizoen werd gestopt in september 2007 (vanwege een staking van de Writers Guild of America) en 24 maart 2008 weer voortgezet. In mei 2008 verlengde ABC Family "Greek" voor een tweede seizoen, met 6 augustus 2008 als premièredatum. De serie werd van de dinsdag naar de maandagavond verplaatst. Twaalf extra afleveringen werden aangevraagd voor 2009 en deze werden 30 maart uitgezonden. Tevens werd op 31 januari 2009 verkondigd dat "Greek" een derde seizoen zou krijgen, dat 31 augustus 2009 in première ging.
19 februari 2010 werd bekendgemaakt dat de serie wederom verlengd werd met een vierde seizoen bestaande uit 10 afleveringen. Vervolgens werd op 13 maart 2010 door de maker Sean Smith verkondigd dat hij van plan was de show te beëindigen en daardoor het vierde seizoen met een sterk eind kon afronden. ABC Family kon het al hebben beëindigd, maar ze hebben ons deze kans gegeven die ik niet wil verkwanselen." Op 29 juli 2010 kwam de bevestiging dat het vierde en laatste seizoen van Greek in januari 2011 gestart zou worden. De laatste aflevering was op 7 maart 2011, dit laatste seizoen van Greek werd Greek: The Final Semester genoemd.

## Opnamelocaties
De serie is voornamelijk opgenomen in Los Angeles op de UCLA-campus in Westwood. Een aantalx campus-scènes zijn opgenomen aan de California Institute of Technology (Caltech) in Pasadena, vlak buiten Los Angeles. Daarnaast hebben ze gefilmd aan de Universiteit van North Carolina te Chapel Hill. Zowel de buiten- als de binnenopnames zijn gefilmd in het West Adams District in Los Angeles. In de pilot is het ZBZ-huis zichtbaar. Dit huis wordt ook gebruikt in de realityserie Beauty and the Geek.

## Zenders
Naast ABC Family wordt de serie ook bij andere zenders uitgezonden.
| Land             | Zender                    |
| ---------------- | ------------------------- |
| Groot-Brittannië | BBC Three & BBC Two       |
| Australië        | pay-TV FOX8               |
| Nieuw-Zeeland    | TV-2                      |
| Canada           | MuchMusic                 |
| Frankrijk        | Virgin 17                 |
| Brazilië         | Universal Channel         |
| Duitsland        | pay-TV network FOX & Pro7 |
| Italië           | MTV Italia                |
| Griekenland      | MTV Greece                |
| Rusland          | MTV Russia                |
| Egypte & Libanon | FOX Series                |
| Zweden           | Kanal 5                   |
| Denemarken       | Kanal 4                   |
| Ierland          | RTE2                      |
| Nederland        | RTL 5                     |
| Slovenië         | Kanal A                   |
| Zuid-Afrika      | VUZU (DSTV Channel 123)   |
| Spanje           | la Sexta 3                |
| België           | 2BE                       |

## Rolverdeling
| Acteur               | Personage                        | Huis                                                 |
| -------------------- | -------------------------------- | ---------------------------------------------------- |
| Clark Duke           | Dale Kettlewell                  | ΩΧΔ Pledge                                           |
| Scott Michael Foster | Captain John Paul "Cappie" Jones | ΚΤΓ Brother & Voorzitter                             |
| Spencer Grammer      | Casey Cartwright                 | ZBZ Sister ZBZ Tijdelijke Voorzitter ZBZ Huisoverste |
| Paul James           | Calvin Owens                     | ΩΧΔ Pledge ΩΧΔ Brother ΩΧΔ President                 |
| Jake McDorman        | Evan Chambers                    | ΩΧΔ Brother ΩΧΔ President                            |
| Amber Stevens        | Ashleigh Howard                  | ZBZ Sister ZBZ President                             |
| Dilshad Vadsaria     | Rebecca Logan                    | ZBZ Pledge ZBZ Sister ZBZ President                  |
| Jacob Zachar         | Rusty "Spitter" Cartwright       | ΚΤΓ Pledge ΚΤΓ Brother ΚΤΓ President                 |

## CRU Greeks
In deze tabel staan alle studentenverenigingen aangegeven die in meerdere afleveringen voorkomen.
| Zeta Beta Zeta                 | ZBZ | De populairste vrouwelijke vereniging van CRU gebaseerd op hun cijfers, sportprestaties en vrijwilligerswerk. |
| Omega Chi Delta                | ΩΧΔ | De populairste mannelijke vereniging van CRU gebaseerd op hun cijfers, sportprestaties en netwerken.          |
| Kappa Tau Gamma                | ΚΤΓ | Het "zwarte schaap" van CRU Greeks gebaseerd op uitsporig sociaal gedrag.                                     |
| Iota Kappa Iota (alias "Icky") | IKI | Een tijdelijk zusterhuis van ZBZ, opgezet door Frannie, uit rivaliteit.                                       |
| Gamma Psi Alpha                | ΓΨΑ | Een vereniging die ZBZ tijdelijk van de nr 1 plek afstoot.                                                    |
| Pi Pi Pi ("Tri-Pi")            | ΠΠΠ | Een vereniging die regelmatig aangeduid wordt vanwege hun promiscuïteit                                       |
| Lambda Sigma Omega             | ΛΣΩ | Een van de top verenigingen van CRU, uitsluitend op sport gebaseerd.                                          |
| Psi Phi Pi                     | ΨΦΠ | Een Nerd-vereniging.                                                                                          |

In deze tabel staan alle studentenverenigingen aangegeven die in maximaal één aflevering voorkomen.
| Alpha Theta Upsilon     | ΑΘΥ | Aflevering "The First Last".                        |
| Alpha Sigma Rho         | ΑΣΡ | Aflevering "Brothers and Sisters".                  |
| Alpha Tau Kappa         | ATK | Pilot aflevering, vierde vereniging.                |
| Beta Theta Tau          | ΒΘΤ | Aflevering "Brothers and Sisters".                  |
| Delta Pi                | ΔΠ  | Aflevering "Tailgate Expectations".                 |
| Delta Rho               | ΔΡ  | Genoemd in aflevering "Highway to Discomfort Zone". |
| Epsilon Epsilon Epsilon | EEE | Aflevering "Brothers and Sisters".                  |
| Theta Pi Gamma          | ΘΠΓ | Pilot aflevering, derde Joodse vereniging.          |
| Iota Psi Delta          | ΙΨΔ | Aflevering "Mister Purr-Fect".                      |
| Kappa Delta Epsilon     | ΚΔΕ | Aflevering "Mister Purr-Fect".                      |
| Mu Gamma Sigma          | ΜΓΣ | Genoemd in aflevering "Depth Perception".           |
| Nu Nu Nu                | NNN | Aflevering "Brothers and Sisters".                  |
| Xi Gamma Theta          | ΞΓΘ | Aflevering "The Half-Naked Gun".                    |
| Xi Delta Gamma          | ΞΔΓ | Aflevering "Brothers and Sisters".                  |
| Pi Delta Epsilon        | ΠΔΕ | Aflevering "Three's A Crowd".                       |
| Pi Sigma Theta          | ΠΣΘ | Aflevering "Brothers and Sisters".                  |
| Sigma Epsilon           | ΣΕ  | Pilot aflevering, eerste vereniging.                |
| Sigma Chi Epsilon       | ΣΧΕ | Aflevering "Tailgate Expectations".                 |
| Phi Beta Pi             | ΦΒΠ | Aflevering "Friend or Foe".                         |
| Omega Nu Epsilon        | ΩNE | Genoemd in aflevering "Tailgate Expectations".      |

## Prijzen
In 2008 nomineerde GLAAD Greek voor een Outstanding Drama Series-prijs en in 2009 nomineerde zij de serie in in the Outstanding Comedy Series-categorie. Ook werd in 2009 acteur Paul James genomineerd als een Outstanding Actor in a Comedy Series. In 2010 werd het opnieuw genomineerd voor Outstanding Comedy Series tijdens de 21ste editie van GLAAD Media Awards.

## Online realityserie-spin-off
In 2007 creëerde ABC Family de website www.virtualrush.com. Gebruikers van de site konden met elkaar concurreren om een extra zijn in de show. Er werd een realityserie van gemaakt, genaamd Rush'd, die de zes finalisten volgde die door ABC Family waren geselecteerd.
De finalisten:
- Chrissy Celotto – Van Wilder
- Luke Martin – IvoryRockstar
- Nate McGee – NJMCGEE
- Jay Stephens – ChiKappaDel
- Jenna Walsh – Jenziebabe
- Laura Wise – Whitecup

In de vijfde aflevering van Rush'd kwam Laura Wise als winnaar uit de bus.
In seizoen twee van Virtual Rush werd Tom Kruszewski – Puckstopper35 winnaar.

## Specials
In Groot-Brittannië worden de afleveringen gevolgd door speciale behind-the-scenes genaamd Greek Uncovered. Deze kunnen gevonden worden op de BBC iPlayer en op BBC Three.